# Empoasca radiata
Empoasca radiata är en insektsart som beskrevs av David D. Gillette 1898. Empoasca radiata ingår i släktet Empoasca och familjen dvärgstritar. Inga underarter finns listade i Catalogue of Life.